# ThreadWeaver
ThreadWeaver 是一個由Mirko Boehm所開發的KDE 4函式庫。可以讓開發者很容易地利用多核處理器 。在Threadweaver 上程序的運作將分為獨立的流程，再由他們之間的關係（什麼命令應該先完成或有更高的優先級）Threadweaver將制定出最有效的方式來執行它們。Krita 已在視覺過濾器預覽使用ThreadWeaver以防止GUI lockups。

## 外部連結
- ThreadWeaver API 參考（页面存档备份，存于）